# Štramberk
Štramberk (pronunție în cehă [ˈʃtrambɛrk]; în germană Stramberg) este un oraș din districtul Nový Jičín din regiunea Moravia-Silezia din Cehia. Are o populație de aproximativ 3.500 de locuitori. Este cunoscut pentru producția urechiușelor Štramberk (în cehă: Štramberské uši). Centrul istoric al orașului Štramberk este bine conservat și este protejat prin lege ca rezervație de monument urban. Obiectivele turistice sunt o rămășiță a Castelului Štramberk, Biserica parohială barocă Sfântul Ioan Nepomuk din piața orașului și peștera Šipka care se poate vizita gratuit.

## Geografie

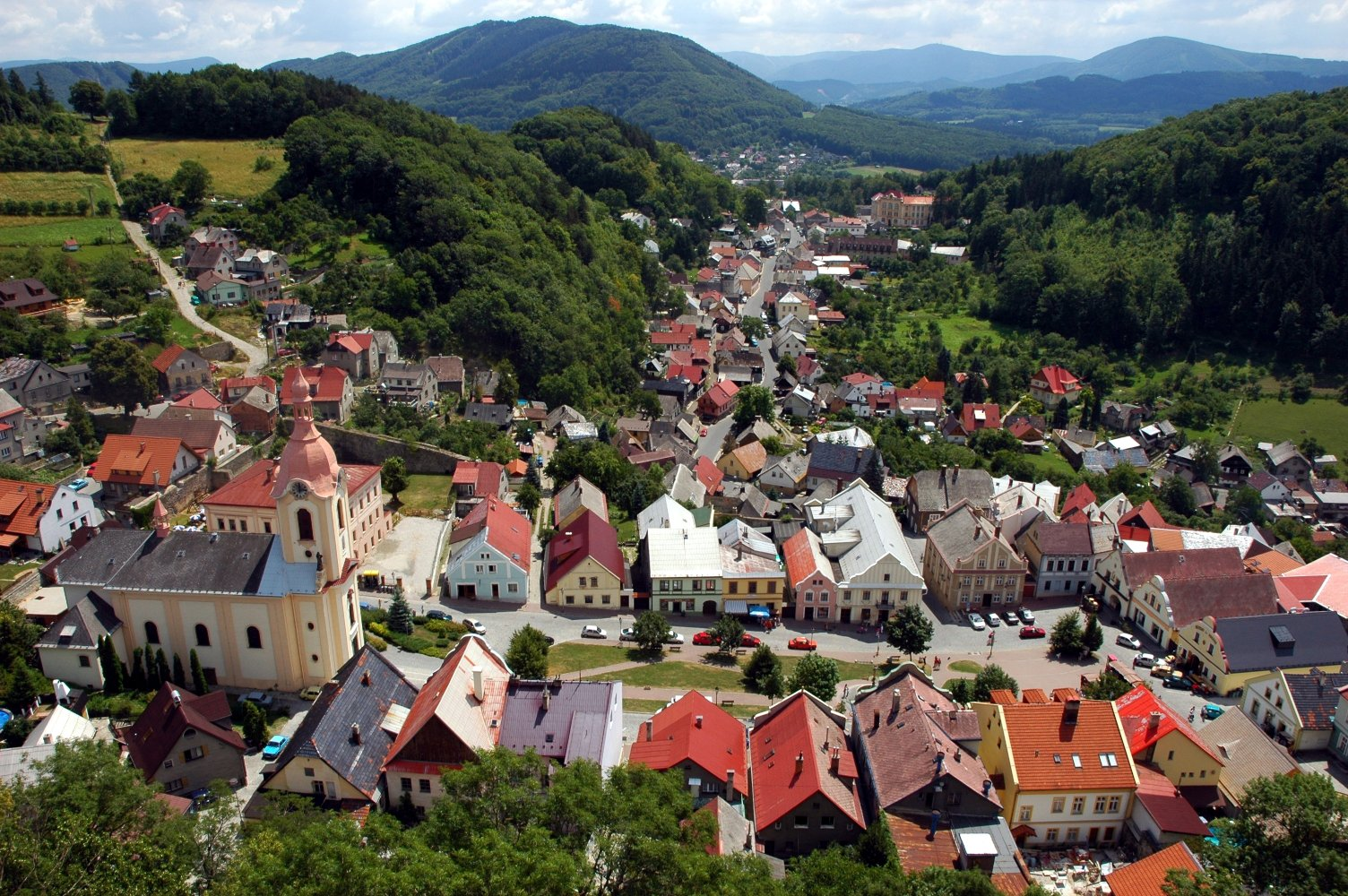
Vedere spre Štramberk din castel, piața orașului este în prim plan

Štramberk se află la aproximativ 7 kilometri (4 mi) est de Nový Jičín și la 25 kilometri (16 mi) sud-vest de Ostrava. Se află la poalele dealurilor Podbeskydy. Orașul se întinde pe versanții abrupți ai mai multor dealuri. Cel mai înalt punct al său este dealul Bílá hora la 557 metri (1.827 ft) deasupra nivelului mării.
Orașul este înconjurat de mai multe zone protejate la scară mică, inclusiv Monumentul Național al Naturii Peștera Šipka⁠(d). Această peșteră carstică conține cea mai veche urmă umană înregistrată pe teritoriul Cehiei. În 1880, aici a fost găsită o mandibulă a unui copil de Neanderthal. Vârsta copilului a fost estimată a fi între 9 și 10 ani. Lucrările arheologice din peștera Šipka au fost efectuate între 1879 și 1893 de Karel Jaroslav Maška. Peștera a fost probabil locuită alternativ de oameni de Neanderthal și urși de peșteră. Aici au fost descoperite și unelte alte culturii musteriene și urme de vetre.

## Istorie
Prima mențiune scrisă despre Štramberk datează din anul 1211, când a fost documentat un sat sub castelul omonim. Originea și vârsta castelului sunt necunoscute. În 1359, orașul Štramberk a fost fondat de Ioan Henric, Margraf al Moraviei, în locul satului. A obținut diverse privilegii care au ajutat la dezvoltarea orașului.
Din secolul al XV-lea, Štramberk a fost centrul Bisericii Frații Moravi. În 1624, Štramberk a fost achiziționat de Ordinul iezuit. În timpul Războiului de Treizeci de Ani, orașul a fost atacat și devastat de mai multe ori. Castelul a fost grav avariat. În 1783, partea sa din față s-a prăbușit și zidăria a fost demontată.
În a doua jumătate a secolului al XIX-lea a început aici exploatarea calcarului, ceea ce dus la o nouă creștere economică.
Calea ferată a fost inaugurată în 1881. Cu toate că Štramberk era locuit în totalitate de cehi, în ceea ce privește naționalitatea, a fost anexat de Germania Nazistă între 1938–1945.

## Economie
Orașul este cunoscut pentru producția de urechiușe Štramberk, care sunt produse de cofetărie tradițională cu o vechime de aproximativ 800 de ani. Fabrica este o indicație geografică protejată de Uniunea Europeană și a fost primul produs ceh cu această denumire.

## Transporturi
Štramberk se află pe linia de cale ferată Studénka⁠(d) – Veřovice⁠(d).

## Sport
În fiecare an, orașul găzduiește finalul primei etape a cursei de ciclism Gracia–Orlová⁠(d).
Orașul găzduiește clubul de fotbal FK Štramberk. Joacă la nivelurile inferioare de amatori. Echipa a fost fondată în 1932 ca Sokol kopané Štramberk.

## Obiective turistice

Trúba și turnul clopotniță

Principalul obiectiv turistic din Štramberk este o rămășiță a Castelului Štramberk, un turn cilindric numit Trúba. Acesta a fost reparat în 1903–1904 și refăcut ca un turn de observație.
Fortificațiile orașului s-au păstrat parțial și delimitează limitele inițiale ale orașului. Din Biserica gotică Sf. Bartolomeu, care se afla sub castel, s-a păstrat doar o clopotniță în formă de prismă din cărămidă, cu galerie de lemn.
În centrul istoric al orașului Štramberk se află o colecție unică de case din lemn din secolele al XVIII-lea și al XIX-lea
Biserica parohială în stil baroc Sfântul Ioan Nepomuk este obiectivul turistic din piața orașului. A fost fondată în 1721 și decorată de Jano Köhler⁠(d) la începutul secolului al XX-lea.
Peștera Šipka se poate vizita gratuit. Pe dealul Bílá hora se află un turn de observație cu o înălțime de 43 metri (141 ft) în formă de dublu helix.

## Persoane notabile
- Martin Stephan⁠(d) (1777–1846), pastor al Bisericii Luterane Sf. Ioan din Dresda
- Zdeněk Burian⁠(d) (1905–1981), pictor; a locuit aici între 1905–1909
- Jiří Hanzelka (1920–2003), călător și scriitor